# Sepilok Orangutan Rehabilitation Centre
Das Sepilok Orangutan Rehabilitation Centre liegt im Norden Borneos, etwa 25 Kilometer westlich von Sandakan im malaysischen Bundesstaat Sabah.
Das Zentrum besteht seit 1964. Unmittelbar nach dem Ende der britischen Kolonialzeit begann die Forstverwaltung mit Einrichtungen zum Schutz der Wildtiere in der Region. Das 43 Quadratkilometer große Naturschutzgebiet wurde zu einem Rehabilitationszentrum für Orang-Utans und hat ein Zentrum zur Pflege der Menschenaffen. Heute leben etwa 25 Orang-Utans in den Aufzuchtstationen, zusätzlich zu weiteren frei im Reservat Lebenden.
Das Zentrum kümmert sich in besonderem Maß um gerettete Jungtiere, die als Folge der Waldrodung, der illegalen Jagd oder als Haustiere aufgefunden werden. Die verwaisten Orang-Utans trainieren dort, wieder in freier Wildbahn zu überleben und werden so früh wie möglich freigelassen. Heute leben etwa 60 bis 80 Orang-Utans frei im Reservat. Das Naturschutzzentrum bildet eine touristische Attraktion in Sabah.
Das SORC liegt in unmittelbarer Nachbarschaft zum Bornean Sun Bear Conservation Centre und teilt mit dieser Einrichtung infrastrukturelle und tiermedizinische Einrichtungen.

## Einzelnachweise

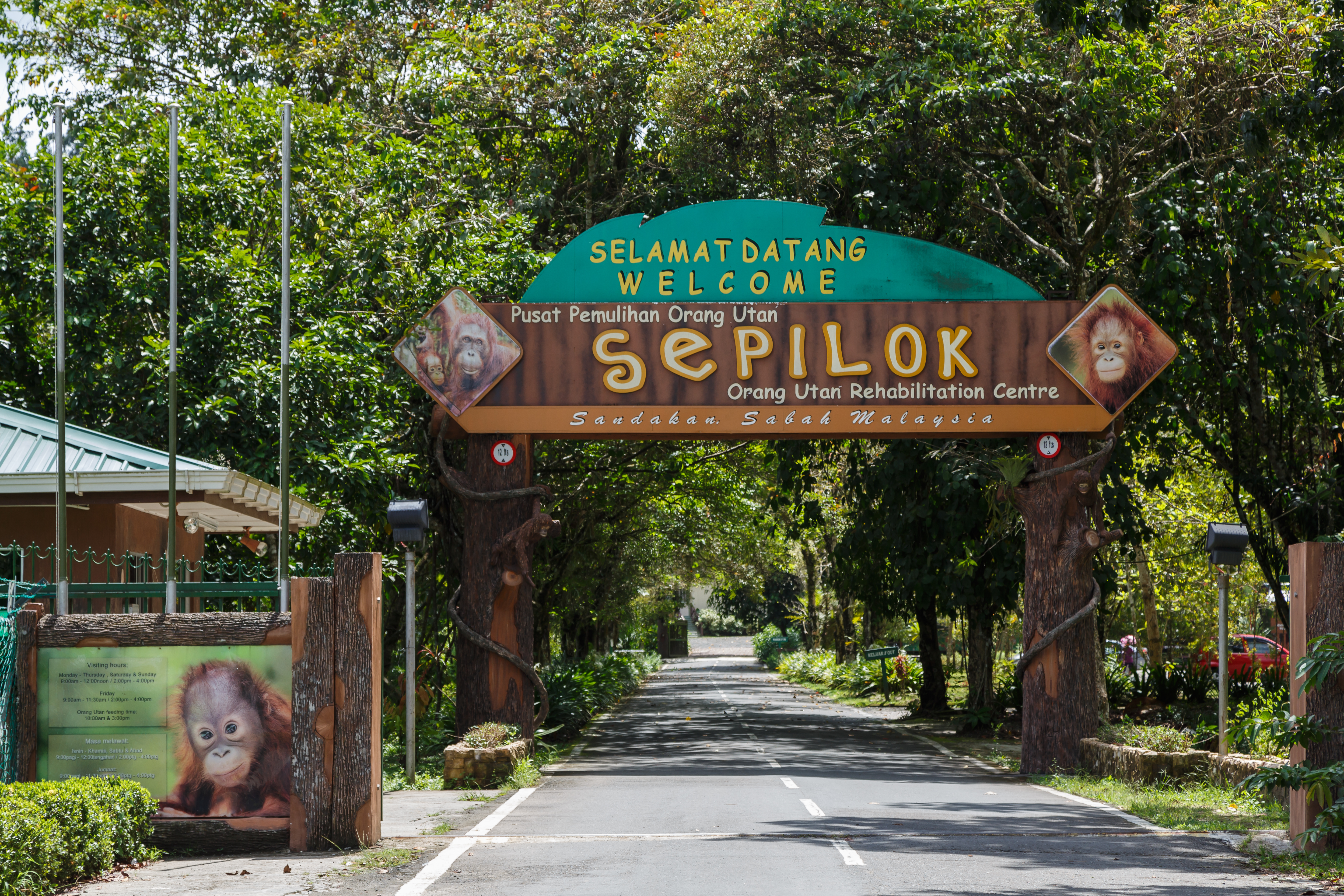
Eingangstor
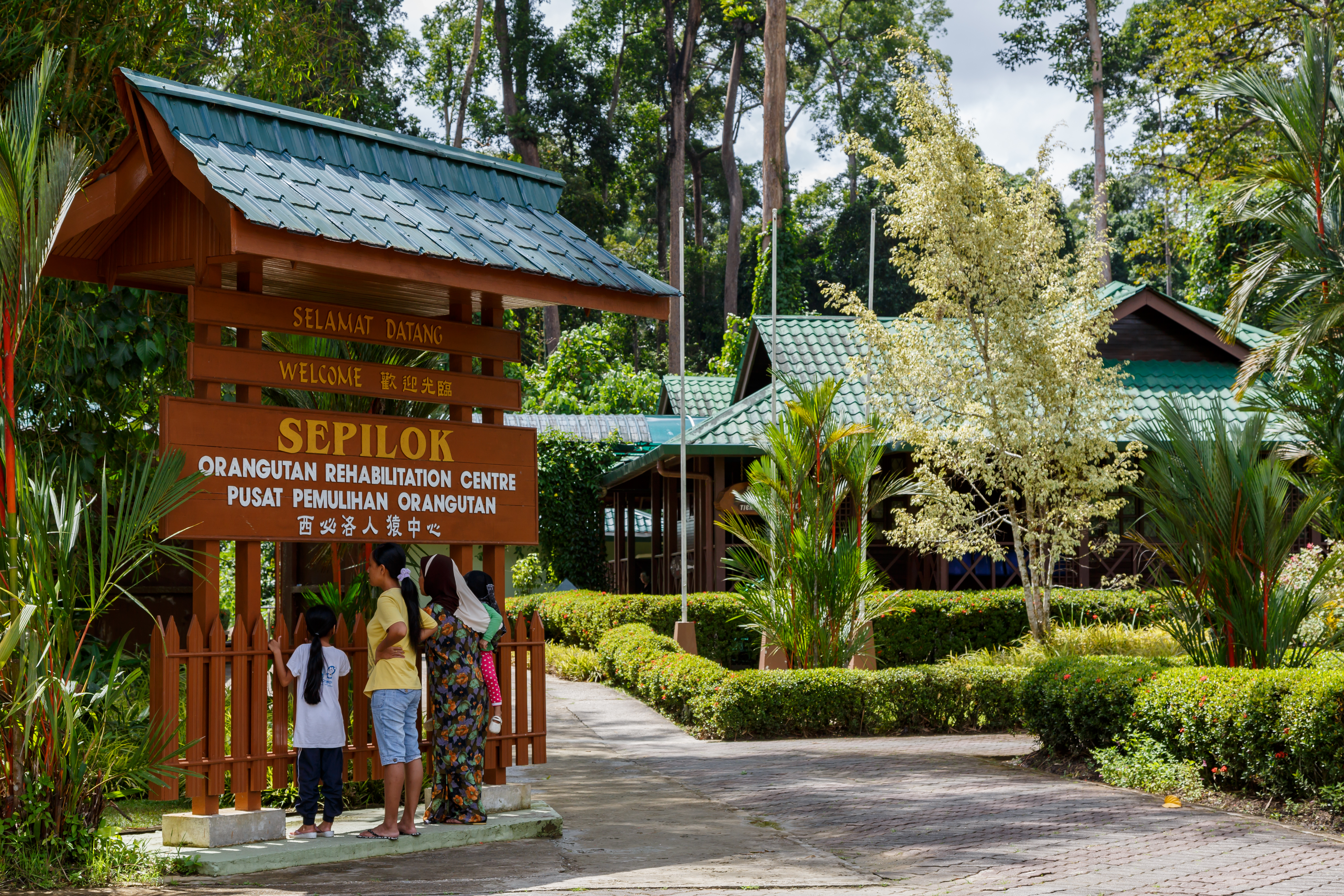
Besucherzentrum
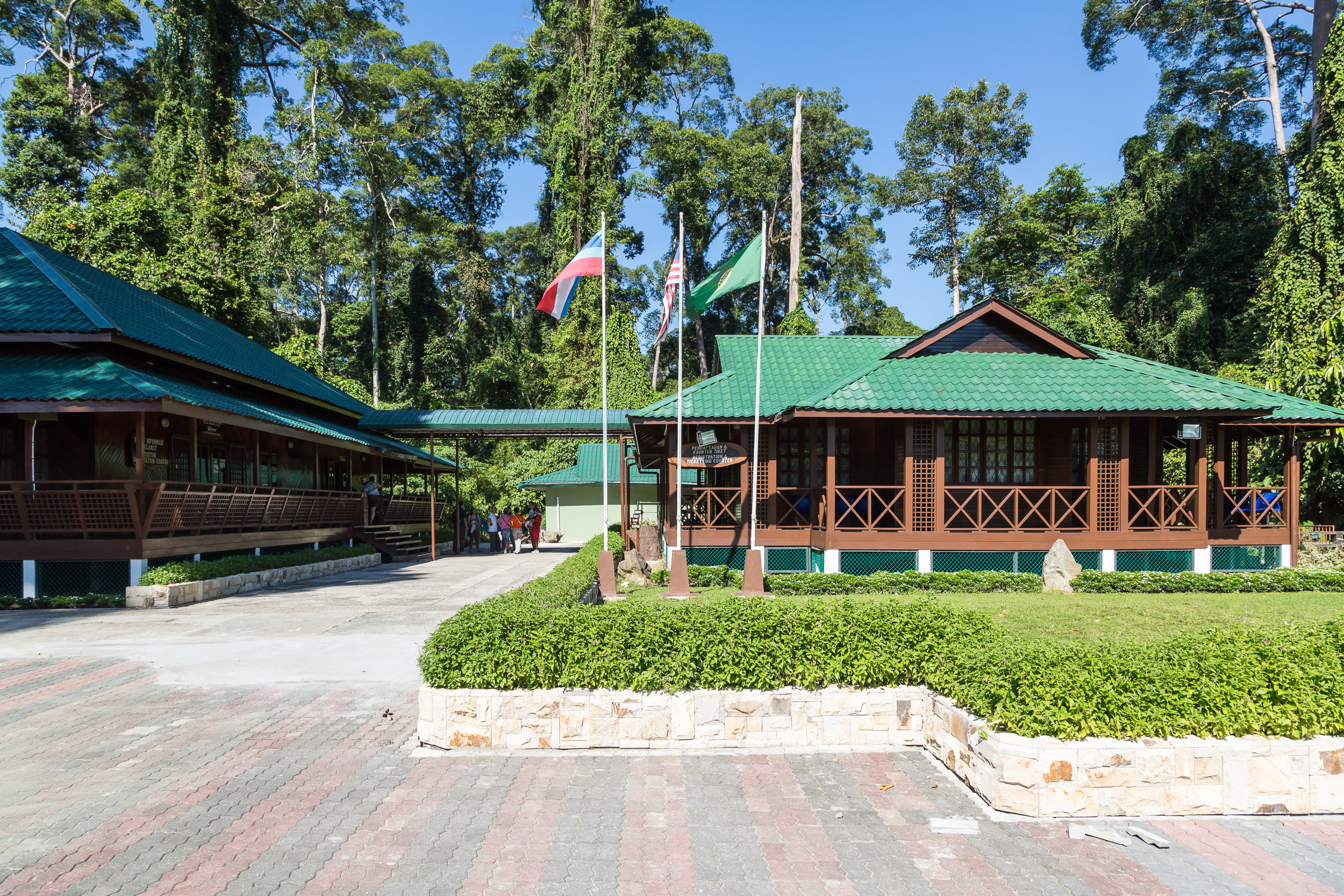
Besucherzentrum
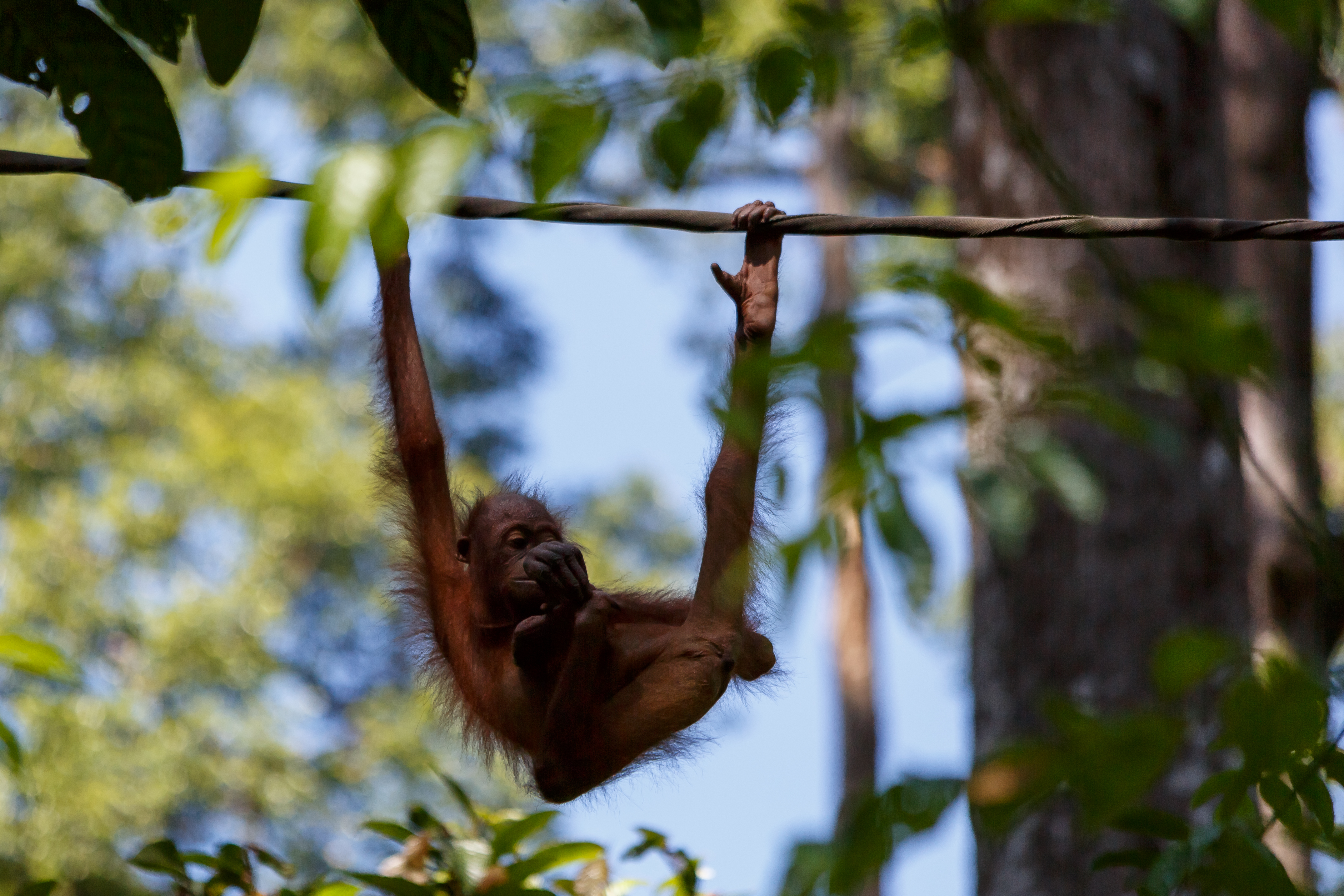
Jungaffe
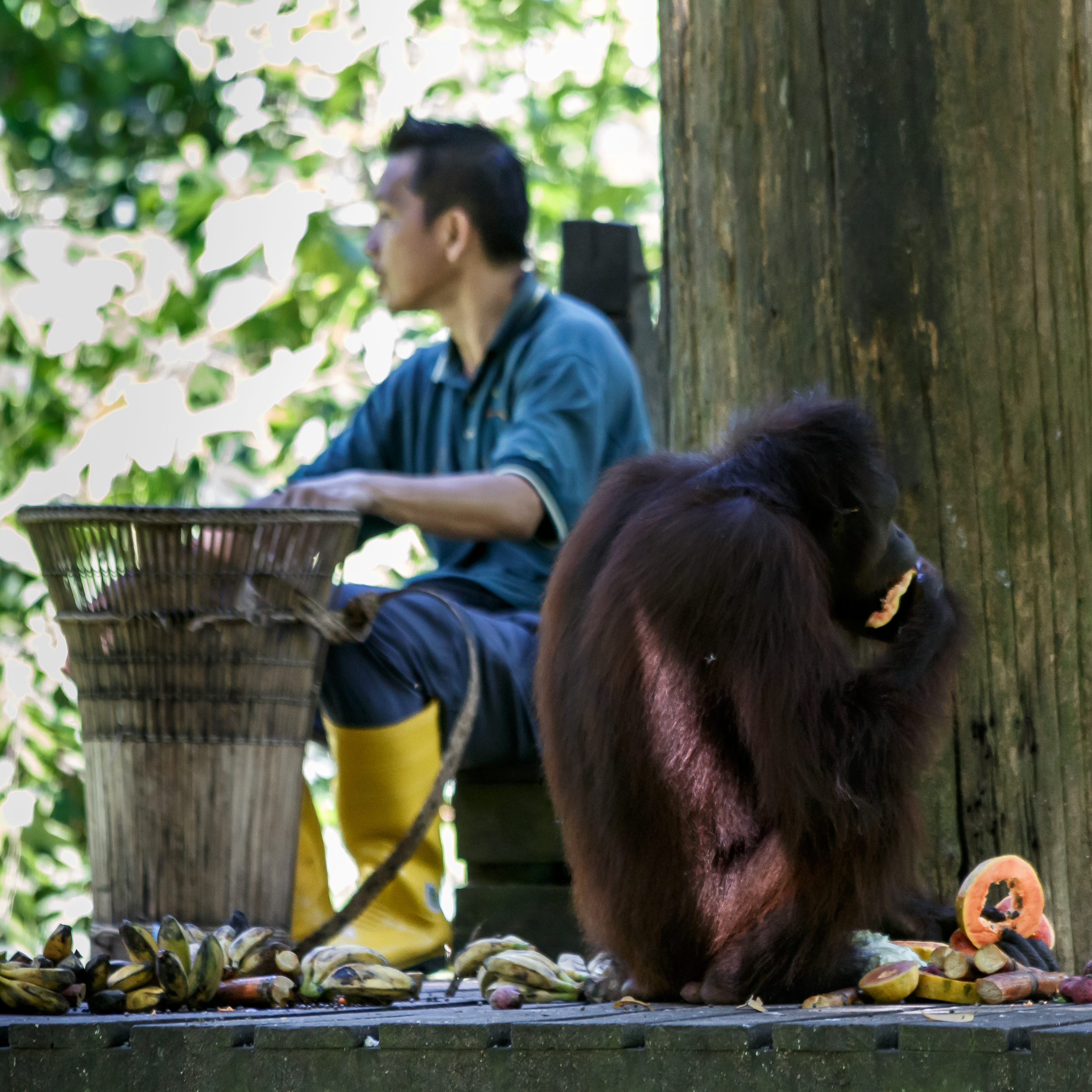
Orang-Utan an der Futterstelle